# Elección para gobernador de Misisipi de 2023
Las elecciones para gobernador de Misisipi de 2023 se llevaron a cabo el 7 de noviembre para elegir al gobernador de Misisipi. El actual gobernador  en ejercicio Tate Reeves es elegible para postularse para un segundo mandato, y anunció su campaña para la reelección el 3 de enero de 2023.  La fecha límite de presentación de candidaturas fue el 1 de febrero de 2023.
Las primarias partidarias se realizaron el 8 de agosto de 2023 y en caso de ser necesario, la segunda vuelta de las primarias estaba programada para el 29 de agosto de 2023.
El gobernador en ejercicio, Tate Reeves, ganó la nominación republicana, mientras que Brandon Presley ganó la nominación demócrata sin oposición. Reeves, ganó la reelección para un segundo mandato. Este fue el mejor desempeño para un demócrata, el peor para un republicano y la elección más reñida desde 1999.